# 순음화 연구개음
순음화 연구개음(Labialized velar consonant)은 w, ʍ 등의 자음을 말한다. /w/와 같은 2차 조음으로 순음화되는 연구개 자음이다. 예를 들면 [kʷ, ɡʷ, xʷ, ɣʷ, ŋʷ]는 [k, ɡ, x, ɣ, ŋ]처럼 발음되며 순순화된 무성 연구개 파열음 [kʷ] 및 순순화된 유성 연구개 파열음과 같이 둥근 입술을 갖는다. [ɡʷ], 순음화되는 소리에는 방해음이 흔하다.

## 같이 보기
- 이중 조음
- 유성 양순 마찰음
- 무성 양순 마찰음